# Serravalliano
| Periodo                                                                                   | Epoca       | Piano         | Età (Ma)    |
| ----------------------------------------------------------------------------------------- | ----------- | ------------- | ----------- |
| Quaternario                                                                               | Pleistocene | Gelasiano     | Più recente |
| Neogene                                                                                   | Pliocene    | Piacenziano   | 3,600       |
| Neogene                                                                                   | Pliocene    | Zancleano     | 5,333       |
| Neogene                                                                                   | Miocene     | Messiniano    | 7,246       |
| Neogene                                                                                   | Miocene     | Tortoniano    | 11,63       |
| Neogene                                                                                   | Miocene     | Serravalliano | 13,82       |
| Neogene                                                                                   | Miocene     | Langhiano     | 15,98       |
| Neogene                                                                                   | Miocene     | Burdigaliano  | 20,45       |
| Neogene                                                                                   | Miocene     | Aquitaniano   | 23,04       |
| Paleogene                                                                                 | Oligocene   | Chattiano     | Più antico  |
| Suddivisione del Neogene secondo la Commissione internazionale di stratigrafia dell'IUGS. |             |               |             |

Nella scala dei tempi geologici, il Serravalliano è il quarto dei sei piani o stadi stratigrafici in cui è suddiviso il Miocene, la prima delle due epoche del Neogene.

Questa unità cronostratigrafica si estende tra  13,82 e 11,63 milioni di anni fa (Ma).
Il Serravaliano segue il Langhiano e precede il Tortoniano.

## Etimologia
Lo stadio Serravalliano fu introdotto nella letteratura scientifica dal geologo italiano Lorenzo Pareto nel 1864.

Deriva il suo nome dalla cittadina piemontese di Serravalle Scrivia in provincia di Alessandria.

## Definizioni stratigrafiche e GSSP
La base del Serravalliano è di poco precedente la scomparsa della specie Sphenolithus heteromorphus (datata a 13,654 Ma) appartenente ai nannofossili calcarei ed è posizionata all'inizio della cronozona magnetica C5ACn.
Il limite superiore del Serravalliano, nonché base del successivo Tortoniano, è data dall'ultima comparsa contemporanea del nanoplancton calcareo Discoaster kugleri e dai foraminiferi planctonici della specie  Globigerinoides subquadratus. È associato alla breve cronozona magnetica polarizzata C5r.2n.

### GSSP
Il GSSP, il profilo stratigrafico di riferimento della Commissione Internazionale di Stratigrafia, è identificato alla base della Blue Clay Formation, una sezione di Ras el Pellegrin, nei pressi del castello di Fomm ir-Riħ, nel sud di Malta. Esso coincide con la fine dell'importante periodo di raffreddamento globale Mi-3b dello stadio dell'isotopo marino corrispondente ad un consistente aumento in volume del ghiaccio antartico.
Le sue coordinate sono 35°54′50″N 14°20′10″E.

## Eventi significativi
Intorno ai 13 milioni di anni fa si ha, in Africa, la presunta datazione dei fossili di Pierolapithecus catalaunicus, ritrovati nel sito di Hostalets de Pierola, in Catalogna (Spagna). È una scimmia antropomorfa ed è una seconda ipotesi di antenato comune della sottofamiglia Homininae, che comprende Scimpanzé, Gorilla e Uomo.
Intorno ai 12,5 milioni di anni fa si ha, in India, la presunta comparsa del Sivapithecus indicus, i cui fossili sono stati ritrovati nella pianura del Petwar in Pakistan e in varie parti dell'India, una scimmia antropomorfa della sottofamiglia Ponginae, probabile discendente dell'Afropithecus, antenato comune fra l'uomo e il moderno orango del Borneo.